# Mar Menor
Mer mineure
 (octobre 2019).
Si vous disposez d'ouvrages ou d'articles de référence ou si vous connaissez des sites web de qualité traitant du thème abordé ici, merci de compléter l'article en donnant les références utiles à sa vérifiabilité et en les liant à la section « Notes et références ».
La mer Mineure, en espagnol : Mar Menor, désigne la plus grande lagune d'eau salée d'Europe.
Située dans le nord-est de la région de Murcie, en Espagne, à environ 750 km de la frontière française, elle s'étend sur 17 000 hectares. Elle est séparée de la mer Méditerranée par un cordon littoral appelé la Manga del Mar Menor (en français : « la Manche » de la mer Mineure), d'une longueur de 21 km et d'une largeur qui varie de 100 à 1 200 mètres.

## Présentation

### Dénomination
La Mar Menor, en français : mer Mineure, désigne cette lagune par opposition à la Mar Mayor ou mer Majeure c'est-à-dire  la mer Méditerranée.

### Description
Avec près de 170 km2 de surface et 70 km de côte, elle est donc la plus grande lagune d'Europe. Les températures extérieures nocturnes tombent  rarement en-dessous de 10 degrés et les diurnes sont souvent au dessus de 20 degrés.
Ses eaux jadis claires sont devenues assez sombres du fait de la prolifération des algues, bien que la profondeur ne dépasse pas 7 mètres.
Si la partie nord a le label de parc naturel régional, elle est bordée d'infrastructures qui en font un des lieux les plus fréquentés d'Europe pour la pratique et l'apprentissage de tous les genres de sports nautiques,.

### Antiquité
Déjà dans l'Antiquité, les Phéniciens, et plus tard les rois Maures avaient choisi cette « petite mer » pour y installer leur résidence d'été. Aujourd'hui, l'endroit est très apprécié par les touristes, du fait de ses conditions climatiques idéales toute l'année.

### Anthropocène[5]
La Mar Menor est reconnue site Ramsar depuis le 4 octobre 1994.
Depuis 2016, la pollution aux engrais générée par les cultures intensives qui déversent leurs eaux dans la lagune a entraîné une eutrophisation aiguë des eaux, bouleversant profondément l'écosystème naturel. En mai 2017, l'ensemble des plages de la Mar Menor a perdu le pavillon bleu, en raison de la turbidité des eaux. En 2019, la lagune a perdu la plus grande partie de ses prairies sous-marines, pilier de son écosystème, et de nombreuses espèces ont vu leur population diminuer de manière drastique. Par exemple, 90 % de la population du mollusque Pinna nobilis, espèce protégée, a disparu. En août 2021, une quinzaine de tonnes de poissons, morts par manque d’oxygène, sont ramassés sur les plages.
Le gouvernement accuse les autorités régionales de tolérer des pratiques agricoles illicites dans la plaine de Carthagène. Mais force est de constater que jusqu'en 2022, les acteurs tant locaux (associations environnementales et acteurs du tourisme) que nationaux ou encore du programme des Nations unies pour l'Environnement n'ont réussi à mettre en place aucun plan de gestion efficace.
L'année 2022 marque un changement décisif. En effet, une initiative populaire avait été lancée en 2020 par Teresa Vicente Giménez, professeure de philosophie du droit et directrice de la chaire des droits humains et des droits de la nature à l’université de Murcie. Plébiscitée par la signature de plus de 615 000 personnes, cette initiative débouche sur l'adoption de la loi du 30 septembre 2022 portant sur la reconnaissance de la personnalité juridique de la lagune de Mar Menor et de son bassin. Le site devient ainsi le premier écosystème européen à avoir obtenu un statut basé sur le concept de personnalité juridique,, ce qui lui confère la capacité de se prévaloir tant de ses droits que ses devoirs.
Depuis 2022, le Ministerio para la Transición Ecológica y el Reto Demográfico (MITECO) développe un Cadre d'Actions Prioritaires pour Récupérer le Mar Menor, ambitieux et doté de 675 millions d'euros jusqu'à 2027. Son déroulement est suivi et actualisé par le Ministère qui publie régulièrement l'état d'avancement des actions engagées. L'ambition du projet de restauration est salué par le programme pour l'environnement de l'ONU.

## Flore et faune

### Plantes aquatiques
- Cymodocea nodosa, herbe marine

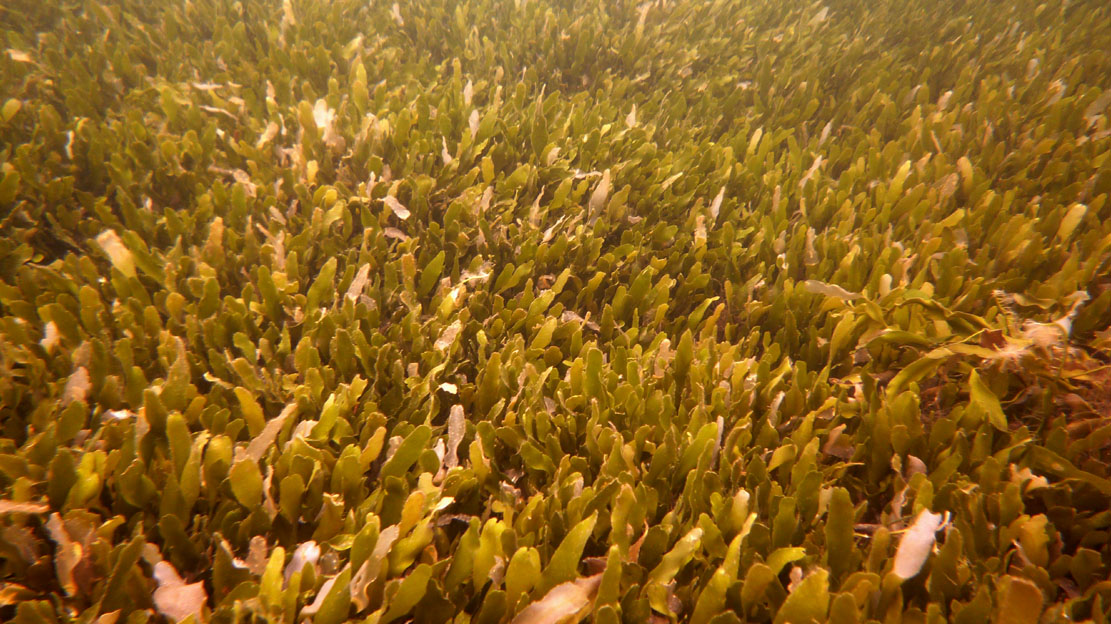
Caulera prolifera, plante invasive dans les eaux de la Mar Menor à Carthagène (Espagne)

- Caulerpa prolifera, algue invasive
- Cladophora glomerata, algue verte développée à cause de l'excès de nitrate de phosphate et d'ammoniaque.

### Faune
- Méduse opportuniste, Cotylorhiza tuberculataMéduses
  - Cotylorhiza tuberculata
  - Rhizostoma pulmo
  - Aurelia aurita
- Mollusques bivalves
  - Grande Nacre (Pinna nobilis)
- Céphalopodes
  - Sèche commune
- Arthropodes
  - Dendrobranchiata
- Poissons

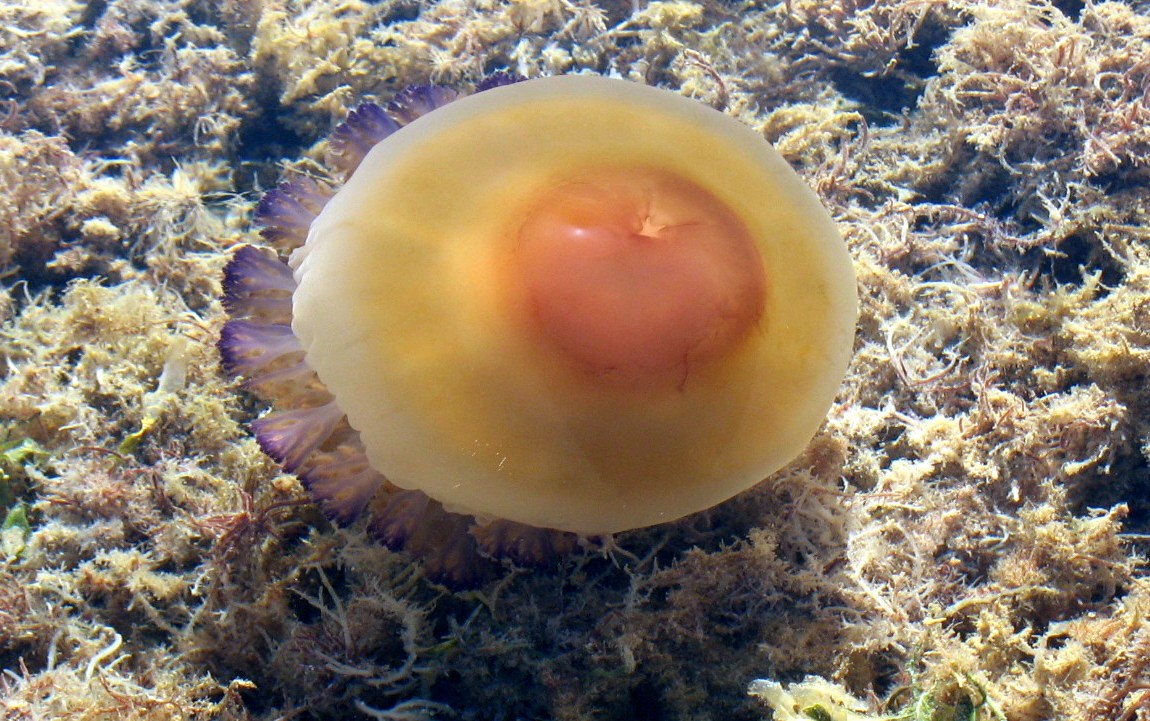
Méduse opportuniste, Cotylorhiza tuberculata

  - Hippocampe (Hippocampus guttulatus)
  - Anguille (Anguilla anguilla)
  - Athérine (Atherina boyeri)
  - Dorade (Sparus aurata)
  - Aphanius d'Espagne (Aphanius iberus)
  - Goujon (Gobio gobio y Gobius niger)
  - Bar commun (Dicentrarchus labrax)
  - Mulet cabot (Mugil cephalus)
  - Marbré (Lithognathus mormyrus)
  - Saupe (Sarpa salpa)

### Pêche
Les espèces traditionnellement capturées par la pêche professionnelle sont :
- Anchois (Engraulis encrasicolus)
- Anguille (Anguilla anguilla)
- Sparaillon ou pataclet (Diplodus annularis)
- Athérine (Atherina boyeri)
- Sauclet (Atherina hepsetus)
- Gobie transparent (Aphia minuta)
- Dorade royale ou daurade (Sparus aurata)
- Sole commune ou Sole franche (Solea solea)
- Sole du Sénégal (Solea senegalensis)
- Mulet cabot (Mugil cephalus)
- Bar commun ou bar européen (Dicentrarchus labrax)
- Marbré (Lithognathus mormyrus)
- Rouget de vase (Mullus barbatus)
- Crangon (Crangon sp.)
- Crabe bleu (Callinectes sapidus)
- Crevette de la Méditerranée (Melicertus kerathurus)

La pêche à la daurade est toujours la plus répandue.
L'équilibre de l'écosystème de la Mar Menor est extrêmement fragile et était sérieusement menacé dans les années 2000. Toutefois les actions entreprises depuis 2022 permettent d'espérer une amélioration rapide, aussi bien du milieu que des espèces de faune et de flore qui y vivent.

## Galerie

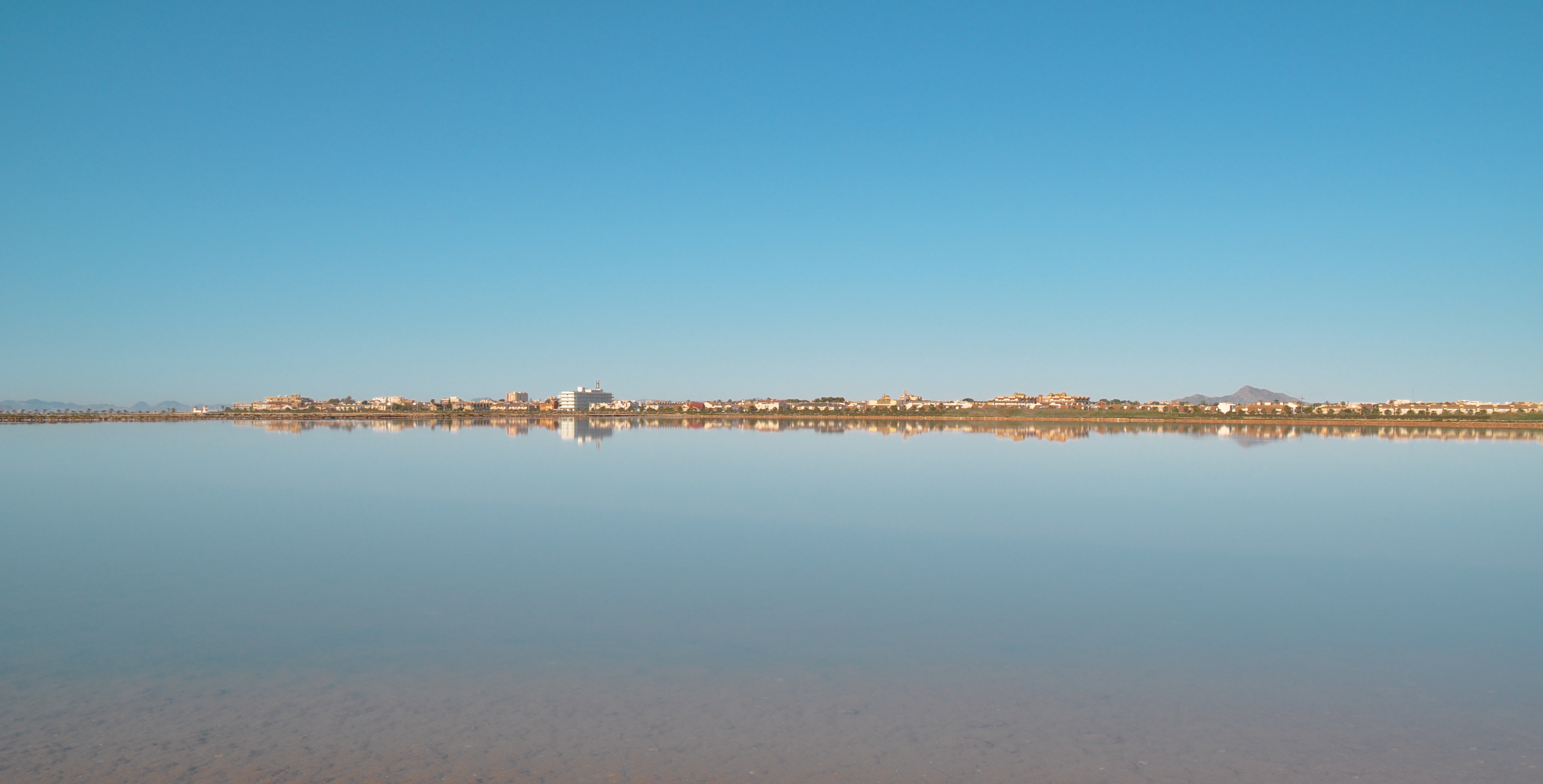
Mar Menor
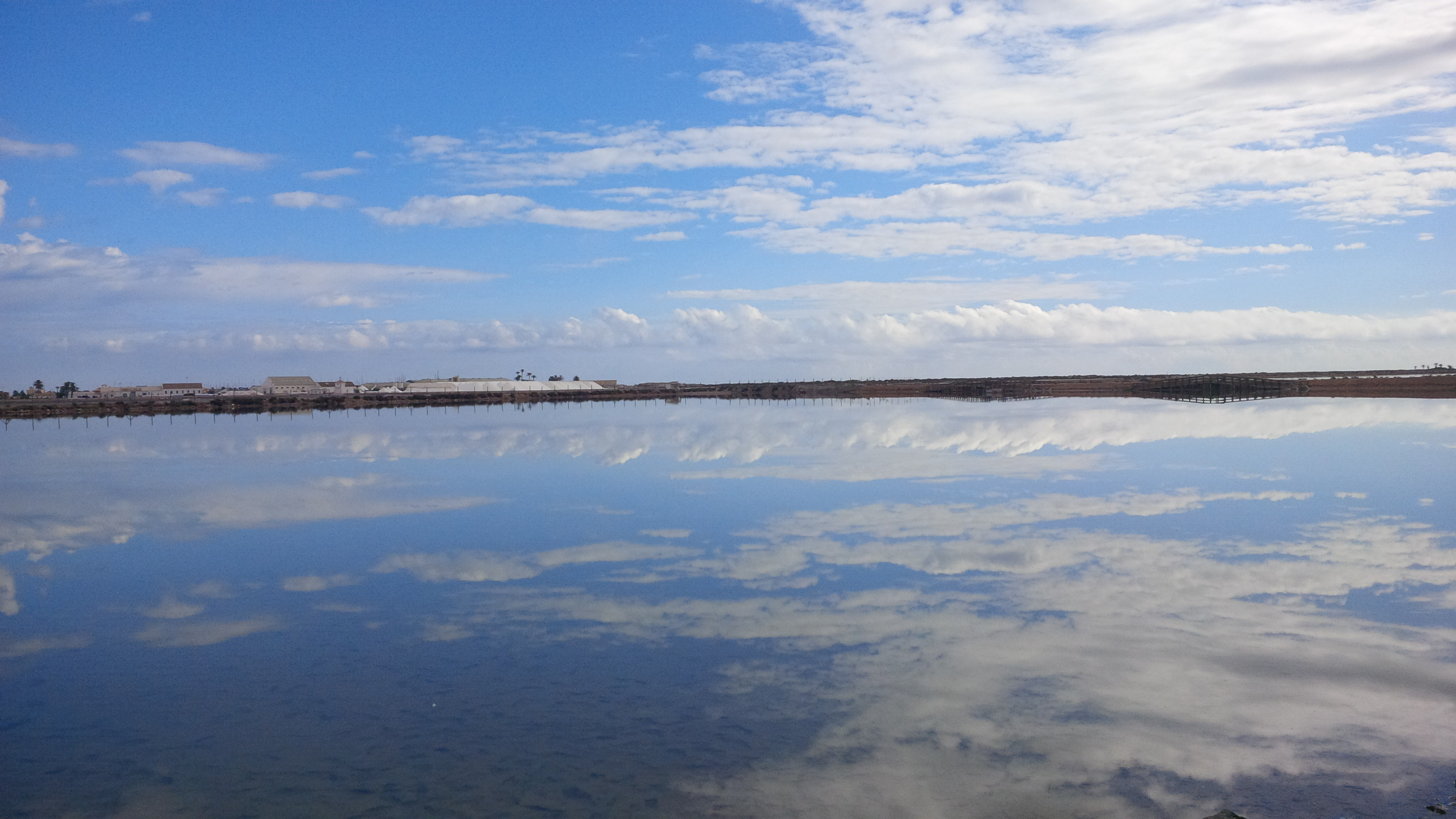
Mar Menor
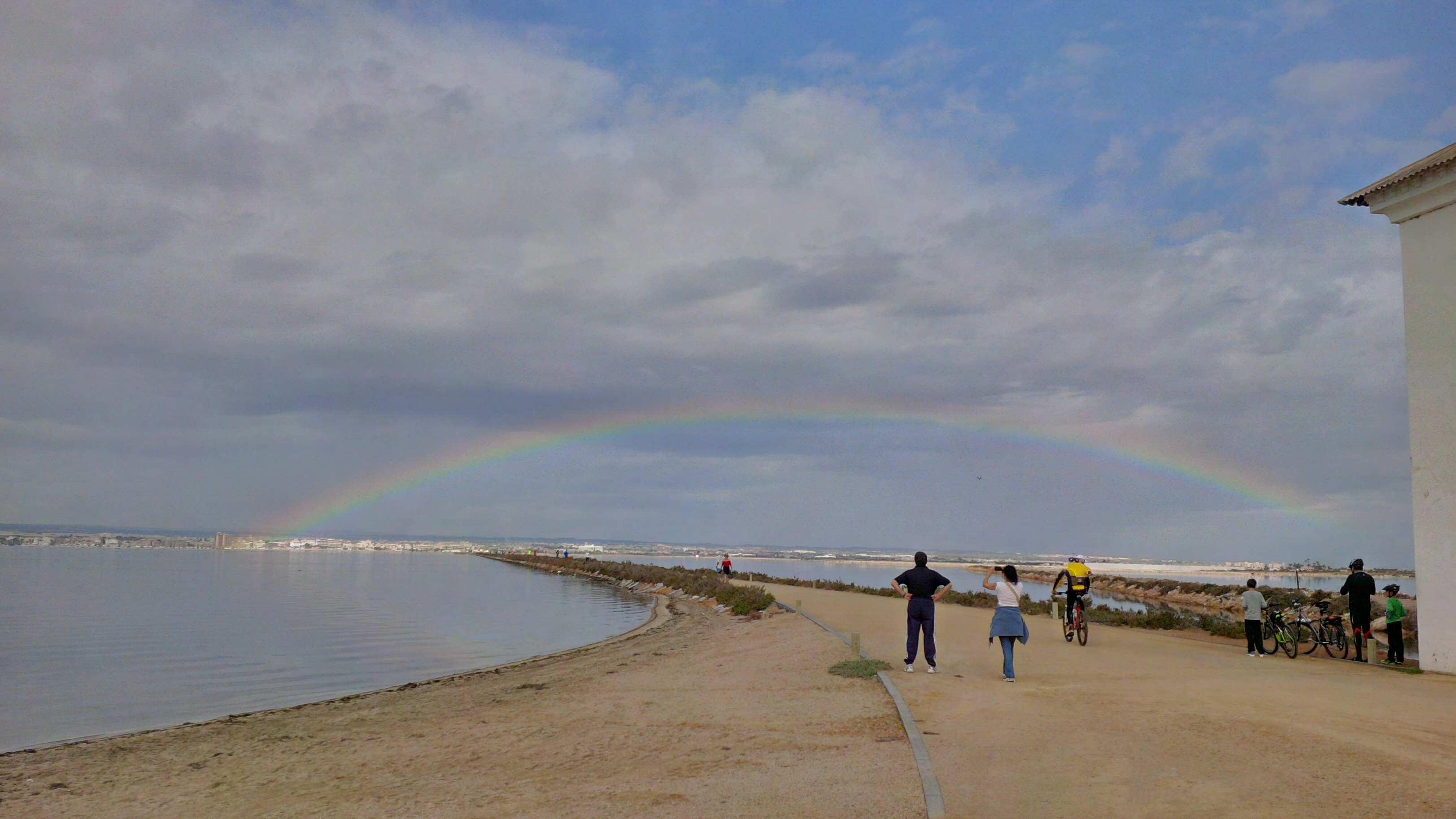
Mar Menor
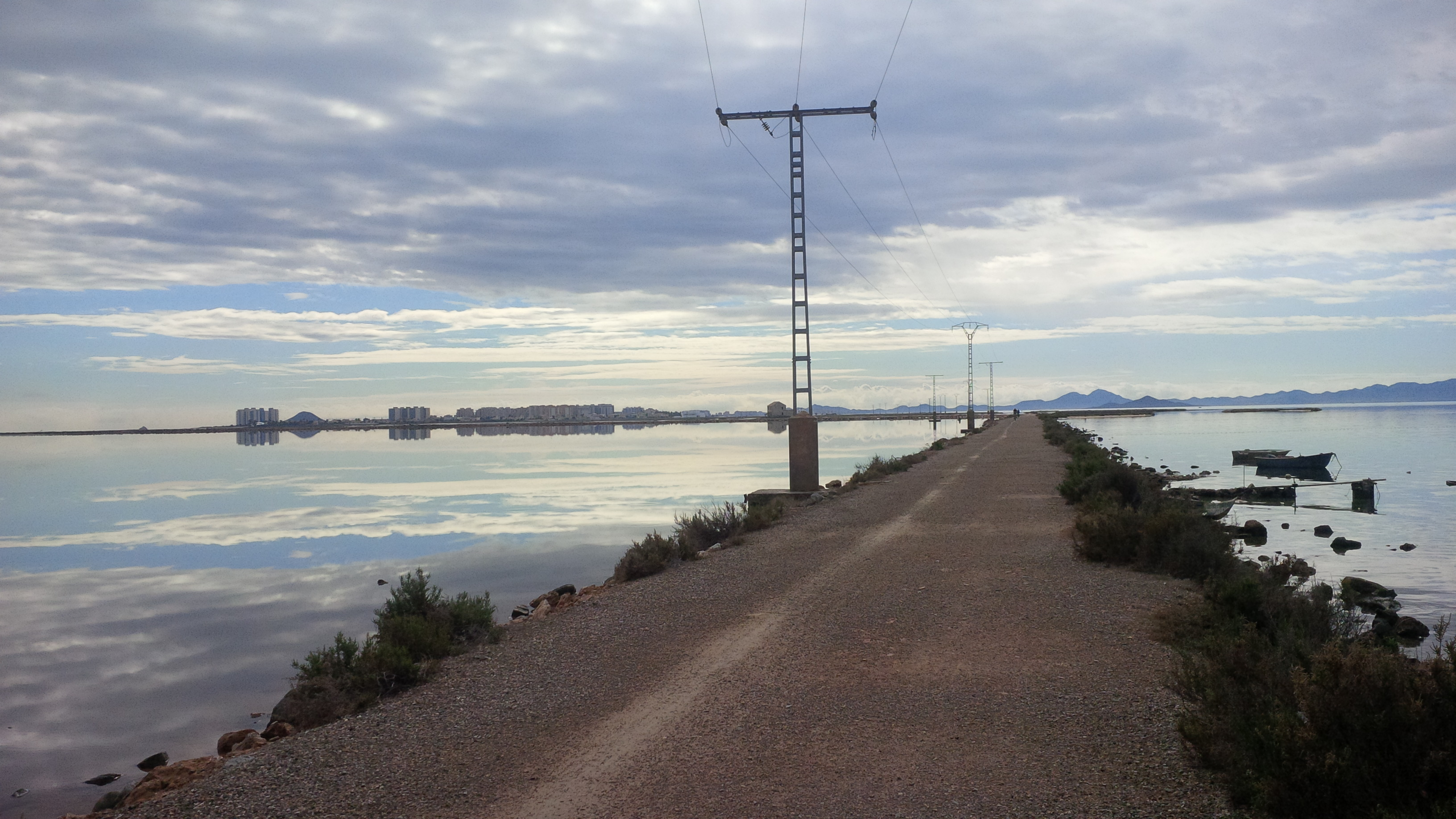
Mar Menor